# Two player
Two player ou Two-player é uma terminologia gamer que indica que o jogo tem um modo de até dois jogadores. Esse modo faz distinção do single player que é jogado apenas por um jogador e o multiplayer que é jogado por mais de 2 jogadores.
Nos jogos eletrônicos, a natureza do modo two player depende do jogo. O modo two-player pode ter os dois jogadores cooperando como uma equipe como em Final Fight, competindo um contra o outro como em Mortal Kombat, ou jogando independentemente como Mario (Player 1) ou Luigi (Player 2) em Super Mario Bros.. Muitos jogos de two-player também podem ser jogados em modo single player.
Exemplos de jogos two-player incluem:
- Arcade Pool
- Command HQ
- International Karate
- Jungle Hunt
- Rally Speedway